# メデューズ (帆走フリゲート)
| アルガン岩礁で難破したメデューズ |                                                  |
| 艦歴                             |                                                  |
| 建造:                            | クリュシー（Crucy）造船所                        |
| 起工:                            | 1806年6月24日                                    |
| 進水:                            | 1810年7月1日                                     |
| 命名:                            | メドゥーサによる。                               |
| 就役:                            | 1810年9月26日                                    |
| 喪失:                            | 1816年、アルガン岩礁にて座礁                     |
| 性能諸元                         |                                                  |
| 全長:                            | 46.4 m                                           |
| 全幅:                            | 12.35 m                                          |
| 喫水:                            | 5.9 m                                            |
| 排水量:                          |                                                  |
| 乗員:                            | 326名                                            |
| 推進:                            | 帆走（3本マストシップ）                          |
| 総帆面積:                        | 1,950 m2                                         |
| 兵装:                            | 40門（公称）： 18ポンド長砲28門 12ポンド長砲12門 |

メデューズ（Méduse）は、フランス海軍のパラス級40門帆走フリゲート。1810年進水、就役。ナポレオン戦争後期、1809年から1811年にかけてのモーリシャス侵攻に参加し、またカリブ海でも活動した。メデュース号、メデューサ号などと表記されることもある。
ブルボン王政復古後の1816年、輸送船並みの武装に改修され、植民地の返還を受けにセネガルのサンルイに赴くフランス官僚を輸送することになった。しかし艦長は政治的理由で任命された亡命貴族で、海軍士官として不適格であり、メデューズはその不適切な航海指揮によってアルガン岩礁に乗り上げ、破壊された。難破の後、乗員乗客は筏を作ってそれに乗り移ったが、艦の短艇が牽引を放棄したため、筏は漂流することとなった。この試練を生き延びたものはわずか15名だった。
筏の運命は大衆の関心を呼び、メデューズの事件は帆船時代における最も有名な海難事故のひとつとなった。画家テオドール・ジェリコーはこの事件を取材して、フランスロマン主義絵画の象徴とされる『メデューズ号の筏』を描いた。

## 艦歴
メデューズは1810年9月26日にナントで就役した。

### ナポレオン戦争
1811年、メデューズはフリゲート「ナンフ（Nymphe）」とともにジャワに派遣された。両艦は9月2日にスラバヤに到着したが、イギリス艦ブケファロス（HMS Bucephalus）に追跡されていた。4日にはもう1隻のイギリス艦バラクータ（HMS Barracouta）が追跡に加わったが、8日に接触を失った。12日、メデューズとナンフに追撃されたブケファロスは翌日逃走して接触を断った。メデューズは1811年12月22日にブレストに戻って大西洋で任務につき、1814年にはグアドループ島を奪回するために派遣された艦隊に属していた。

### ブルボン復古王政時代
ナポレオン失脚後、ルイ18世はもう一度海軍に王党派を配置しようとした。ユーグ・デュロワ・ド・ショマレー子爵が20年間ほとんど航海しなかったにもかかわらずフリゲート艦長に任命されたのはそういうわけだった。

#### セネガルへの航海
1816年6月17日、メデューズのド・ショマレー指揮下の輸送船団はロシュフォールを出発した。船団は輸送船「ロワール（Loire）」、ブリッグ「アルギュス（Argus）」、コルベット「エコー（Écho）」で、セネガルのサンルイ港の返還をイギリスから受けることが目的だった。武装を減らしたメデューズにはフランスのセネガル総督に任命されたジュリアン＝デジレ・シュマルツ大佐とその妻レーヌ・シュマルツを含む乗客が乗っており、乗船者数は乗組員160名を加えて400名に達した。メデューズは6月27日にマデイラに到着した。
シュマルツは最短コースを取って可能な限り早くサンルイに着くことを望んだが、それは船団が岸に危険なほど近くを進むことを意味した。そこには多くの砂州と岩礁があり、経験豊かな船乗りなら海岸から離れて航海する場所だった。メデューズは船団で最も速く、また艦長は与えられていた命令を無視したので、すぐに僚艦のロワール、アルギュスとの接触を失ってしまった。エコーはメデューズに追随し、これを誘導しようとしたが失敗した。エコーはその後大事を取って外洋に向かった。
ショマレーは乗客の1人であるリシュフォールを操艦に参加させることを決めた。リシュフォールは哲学者でありカーボベルデの慈善協会のメンバーであって、船を導く資格は持っていなかった。メデューズはアフリカの海岸に近づき、危険なコースをたどっていた。リシュフォールは水平線上の大きな雲堤をアフリカ沿岸ヌアディブ半島のカボブランコ岬と取り違え、モーリタニア沖のアルガン岩礁に接近する危険を過小評価した。
1816年7月2日、メデューズはどんどん浅くなってゆく海域に入り込んだ。ショマレーもリシュフォールも白い砕け波や水中の泥などの浅瀬の兆候を無視した。やむなくモード海尉は、命令を待つことなく自ら艦首の先に出て水深を計り始め、わずか18尋であることを確認すると艦長に警告した。やっと危険を理解したショマレーは帆を張るように命令を下したが、すでに手遅れであった。メデューズは海岸から50 km沖で座礁した。事故が起きたのは春の満潮のときであり、そのことが艦の浮揚を困難にした。1門3トンもある砲14門の投棄を艦長が拒否したため、船の離礁は不可能となった。

#### 筏

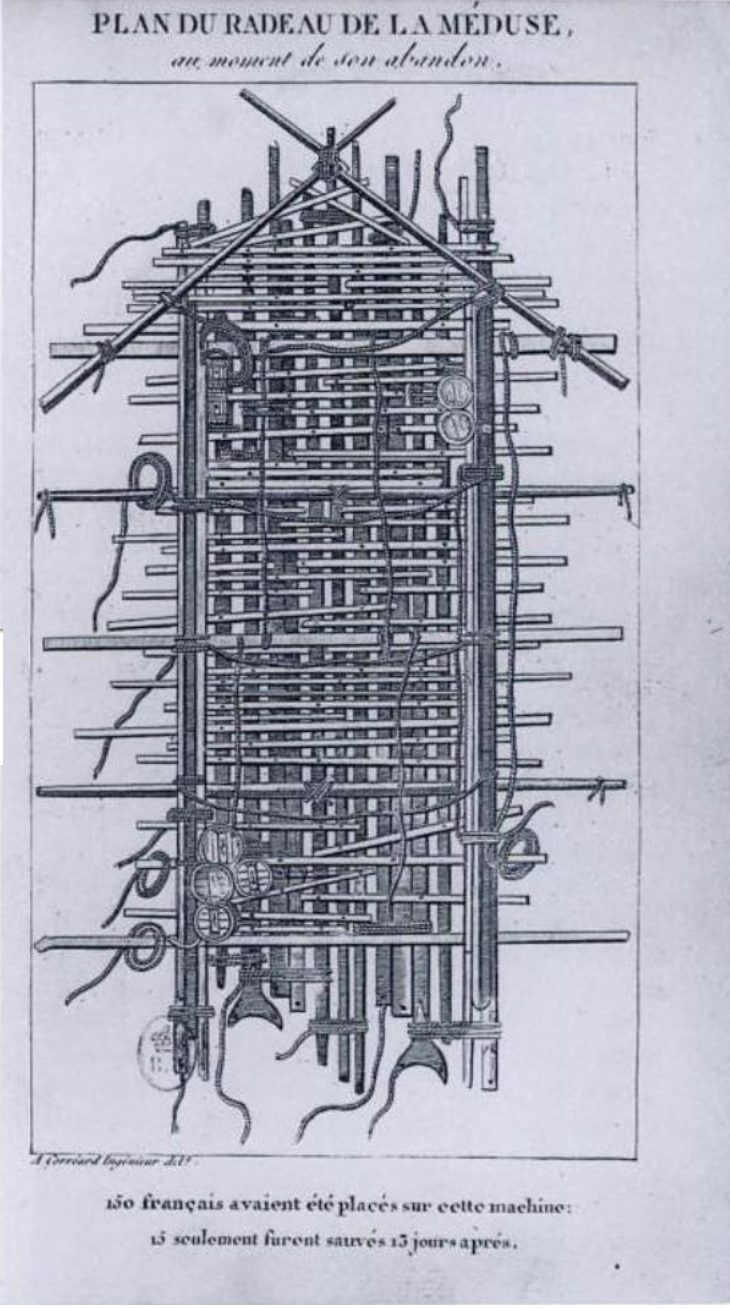
船を放棄した段階での筏のプラン。150人が筏に移ったが13日後に生き残ったのはわずか15人だった。アレクサンドル・コレアールとジャン＝バプティスト・アンリ・サヴィニの著書『フリゲート艦メデューズの難破（Naufrage de la fregate Méduse）』（Paris 1818, Biblioththeque Nationale）の口絵

船に搭載された端艇で、100 km近く離れた海岸に乗客と乗組員を運ぶ計画が立てられたが、それに使用できるボートは2艘だった。メデューズを軽くして速やかに離礁させる計画もいくつも立てられたが、採用されたのは筏を作ってメデューズの貨物をそこに移すというものだった。筏は直ちに造られ、長さ20メートル、幅7メートルのそれは乗組員によって「ラ・マシーヌ（la Machine、「機械」の意）」と呼ばれた。
7月5日になると、強風が募り、メデューズは解体の兆候を示した。乗客と乗組員はうろたえた。艦長はただちに艦を放棄して146人の男性と1人の女性をひどく不安定な筏に移し、メデューズのボートでそれを引かせることを決定した。筏にはほとんど必需品が積まれず、また操舵や航海のための手段もなかった。そしてその床面のほとんどは水没していた。メデューズ上に残留することを決めた者も17人いたが、残りは船の長艇に乗り込んだ。2艘のボートの乗組員はすぐに、筏を牽引することが不可能であることに気づいた。彼らは、必死になった筏の生存者たちに圧倒されることを恐れ始め、ロープを切って、筏とその居住者を運命に任せることを決めた。ボートはロープを切ると安全な場所に去った。何人かは間もなくアフリカの海岸に上陸し陸路でセネガルに向かったが、他の大部分はサンルイに向けてボートで航海した。そしてその過程で数名が死亡したものの、ほとんどが無事サンルイに到着することができた。
筏では事態は急速に悪化した。樽に入っていたのは水でなくワインだった。士官および乗客と、水兵・陸兵との間で争いが起こった。漂流が始まった最初の夜の内に、20人が殺されるか、自殺した。嵐の気配があったが、そうなると安全なのは筏の中央部だけだった。何十人もが、筏の中央部を争って、または波にさらわれて死んだ。食糧はすぐになくなった。4日目までには筏の生存者は67人だけとなり、人肉食を行うものもあった（生存者はそれを否定する証言をしている）。元気の残っているものは弱ったり傷ついたりした者を海中に投じ始め、8日目には15人が残るだけとなっていた。そしてその15人は全員、7月17日に偶然遭遇したアルギュスに救出されるまで生き残った。

### 事件の影響
アルギュスは筏の生存者をサンルイに運んだ。最後のアフリカ人乗組員であるジャン・シャルルを含む5人は数日のうちに死亡した。ド・ショマレーはまだメデューズに積載されている黄金を回収しようと決め、サルベージ作業員を派遣したが、彼らが見つけたのはまだ無傷のメデューズであった。メデューズに残留することを選んだ17人のうち3人は54日後にもまだ生きていた。フランス海軍大臣からの救援が間に合わなかったため、生存者はイギリス海軍士官の助力でフランスに帰国した。
メデューズの生き残った船医アンリ・サヴィニが当局に提出した報告書は反ブルボンの立場を取る新聞「ジュルナル・デ・デバ（Journal des débats）」にリークされ、1816年9月13日の紙面に掲載された。サヴィニと、もう一人の生存者である地理学者アレクサンドル・コレアールは、それとは別に事件の記録（『フリゲート艦メデューズの難破（Naufrage de la fregate Méduse）』）を書き、1817年に出版した。この本は1821年までに5版を重ね、英語、ドイツ語、オランダ語、イタリア語に翻訳された。本の内容は版を重ねるに従って改訂され、政治的な傾向を増していった。
この事件はフランスの政治スキャンダルとなり、当局はそれを完全に隠蔽しようとした。1817年のロシュフォール港における軍法会議で、ド・ショマレーは5つの罪状で裁かれたが、船団の遺棄、船の離礁の失敗、および筏の遺棄については無罪となった。しかし、不適切で漫然とした操艦と、すべての乗客が離艦する前にメデューズを放棄した件では有罪が言い渡された。この評決は死刑を意味するものであったが、ド・ショマレーに下された処罰は海軍からの追放、勲章の剥奪とわずか3年の収監であった。ド・ショマレーは事件の14年後、68歳で死んだ。
この軍法会議は上辺の糊塗に過ぎないというのが一般の認識だった。シュマルツ総督は1818年に強制的に辞任させられた。後に、グーヴィオン＝サン＝シール法により、フランス軍における昇進が功績に基づくべきであることが明確にされた。

## ジェリコーの絵画

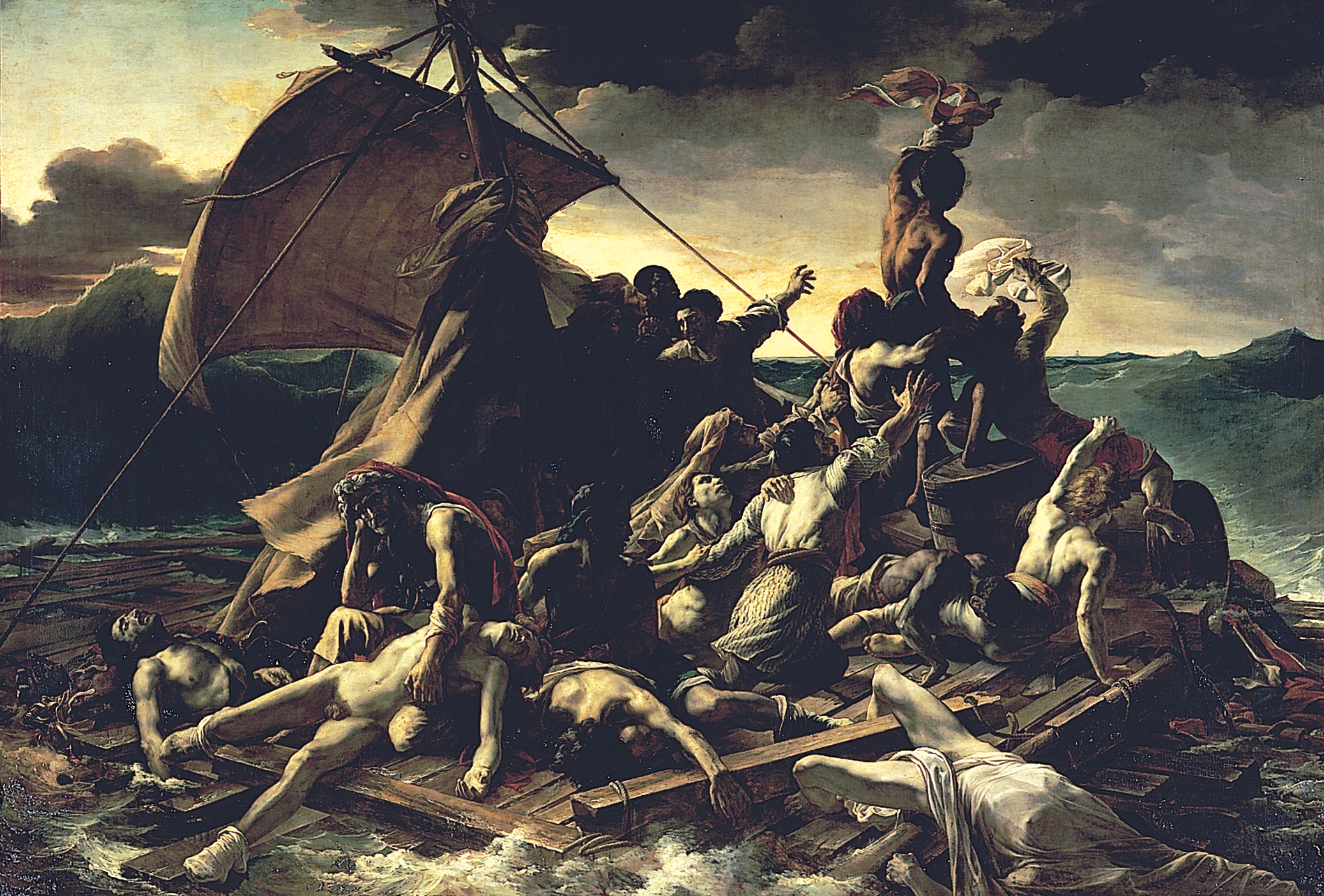
『メデューズ号の筏』（テオドール・ジェリコー画）

この難破事件の報告に強い印象を受けた25歳の画家・テオドール・ジェリコーはこの事件に基づく絵を描くことを決意し、1818年に報告者たちに連絡をとった。ジェリコーの作品は生存者の1人によって語られた瞬間を描いている。救出の前、乗客らは水平線上に船を認めたが合図を送ろうとしたとき、姿を消してしまった。生き残った乗員の1人は「我々は狂喜の頂点から深い落胆と悲嘆に突き落とされた」と語っている。その船（アルギュス）は2時間後に再び現れ、生き残った人々を救出した。

## 難破現場の発見
1980年、ジャン＝イブ・ブローの指揮するフランスの海洋考古学探検隊は、現代のモーリタニア沖でメデューズ難破の現場を発見した。チームは遭難現場のおよそ160 km北に位置するヌアディブの港町の郊外にベースを置き、探検用に4隻の帆船を使用した。主要な探索手段は、フランス原子力庁によって開発された磁力計の一種であった。
探索区域はメデューズの生存者の報告に基づいて決められたが、より重要だったのは1817年のフランスの沿岸海図作成作業の記録で、その時点ではメデューズの船体がまだ海面上にあったことが確認されていた。この事前調査が正しかったことは、探検チームがその作業のまさに最初の日に難破現場を見つけたことで裏付けられた。チームはそれがメデューズの残骸であることが明確に特定できる物品を回収して、パリにある海洋博物館の展示品に加えた。

## 映画
1987年から1990年にかけて、イラジ・アジミ監督は1998年に公開された映画「メデューズ号の筏」を制作した。 主演：ジャン・ヤンヌシャウマレイ司令官、ダニエル・メギッチ中尉、アラン・メイス、サヴィニー博士、クロード・ジャド知事の妻、レイン・シュマルツ、フィリップ・ローデンバック、知事ジュリアン・シュマルツ、ローラン・テルジェフ、画家ジェリコー。 

## 参考資料
- Balkan, Evan. Shipwrecked! Deadly Adventures and Disasters at Sea. Birmingham, AL: Menasha Ridge, 2008, pp.79-90
- Edward Rowe Snow. Tales of Terror and Tragedy (1979)
- Alexander McKee. Wreck of the Medusa, The Tragic Story of the Death Raft (1975)
- J. B. Henry Savigny and Alexander Correard. Narrative of a Voyage to Senegal in 1816, available as a free eBook from Project Gutenberg by clicking here
- Jean-Michel Roche, Dictionnaire de la flotte française de 1671 à nos jours
- Corréard, Alexander, Narrative of a Voyage to Senegal in 1816... - プロジェクト・グーテンベルク
- Perils and Captivity - プロジェクト・グーテンベルク Contains "The sufferings of the Picard family after the shipwreck of the Medusa, in the year 1816".
- Death and the masterpiece 「タイムズ」紙 2007年3月24日
- Has the sea ever been more cruel? Kelly Grovier, 「オブザーバー」紙 2007年4月22日
- Le radeau de la Méduse – Géricault
- Entertaining article on the events surrounding the Medusa's disastrous last voyage
- France Maritime Museum Official Web Site
- The tale of the shipwreck and how it inspired Gericault to paint his famous tableau. - ウェイバックマシン（2002年11月28日アーカイブ分） Some interesting vignettes about the painting itself.